# ビスマス209

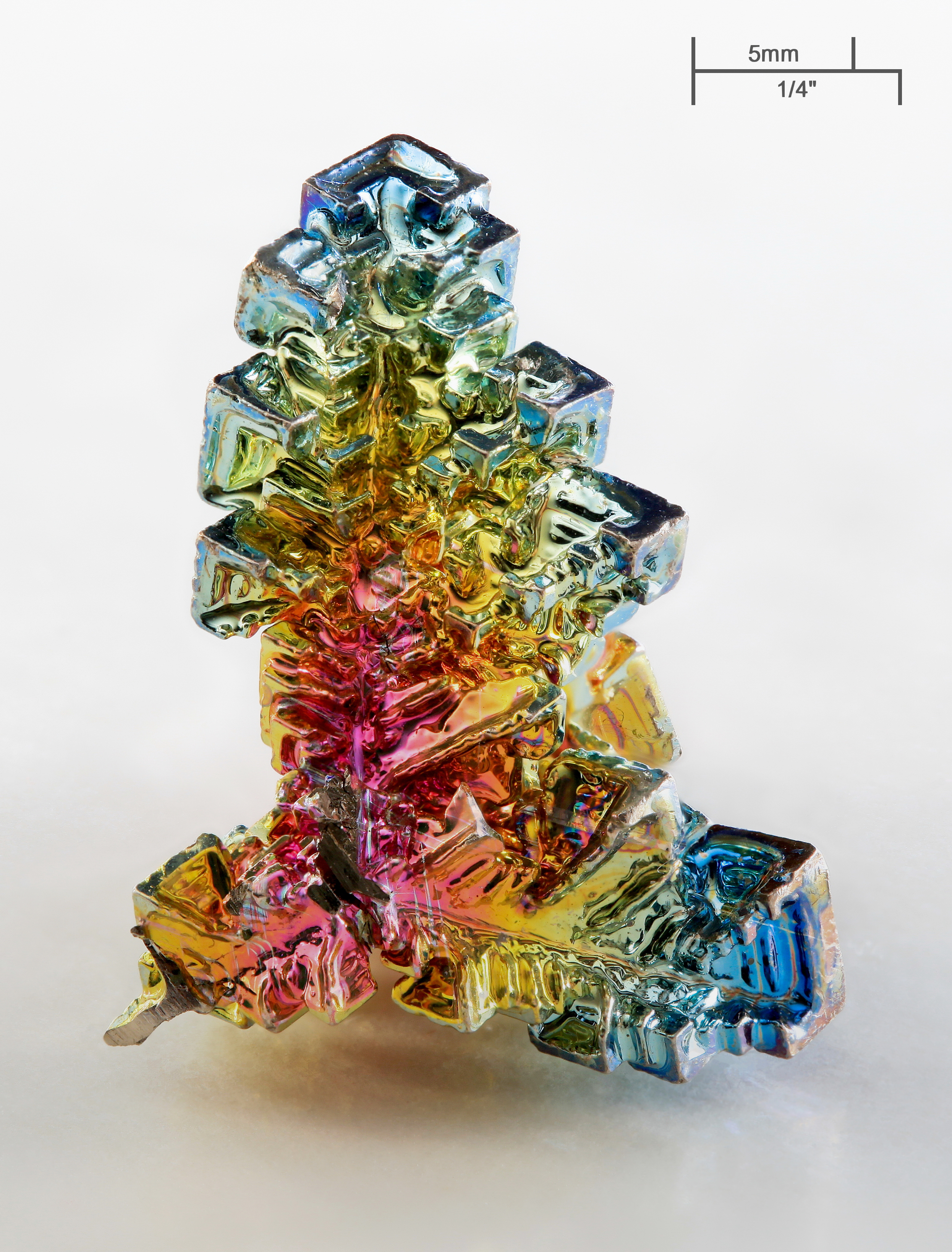
化学元素ビスマスを合成した結晶。 表面の虹色は非常に薄い酸化層によるもの。

ビスマス209 (Bismuth-209) は、最も長い半減期を持つビスマスの同位体である。83個の陽子と126個の中性子からなり、原子量は208.9803987 uである。天然にはビスマスの同位体は5つの同位体が存在するが、このビスマス209を除いた他の4つの同位体は、いずれも半減期が非常に短い。このため、天然の全てのビスマスはこの同位体のみ存在するとみなしてもよい。ビスマスの同位体はいずれも、壊変系列の崩壊過程によって発生する物で、ビスマス209も、鉛209がベータ崩壊した際の産物として生成する。
ビスマス209は長い間、全ての元素で最も重い安定原子核であると考えられてきたが、2003年にオルセーのInstitut d’Astrophysique Spatialeで研究を行うノエル・コロンらが、ビスマス209はアルファ崩壊することを示した。崩壊により、3.14MeVのアルファ粒子が生成され、原子はタリウム205に変換する。その半減期は約1.9×1019年(1900京年)であり、これは現在推測されている宇宙の年齢より10億倍以上も長い。
非常に長い半減期を持つため、ビスマス209の使用に際しては、安定な非放射性同位体であるかのように扱われる。ビスマス209が崩壊した記録はあるが、実験的に観測された最も長い半減期の元素は、ビスマスではなく、2.2 x 1024年と推定される半減期で二重ベータ崩壊を起こすテルル128である。
漸近巨星分枝の赤色巨星ではs過程が進行し、ビスマス209は中性子捕獲で形成される最も重い元素である。これより重い全ての元素は、超新星爆発から15分以内のr過程で形成される。